# David Pegg
David Pegg (Highfields, 20 settembre 1935 – Monaco di Baviera, 6 febbraio 1958) è stato un calciatore inglese, di ruolo centrocampista.
È deceduto nel disastro aereo di Monaco di Baviera.

## Palmarès

### Club

#### Competizioni nazionali
- Campionato inglese: 2

Manchester United: 1955-1956, 1956-1957
- Community Shield: 2

Manchester United: 1956, 1957